# 魯茲克賓
魯茲克賓（丹麥語：Rudkøbing），丹麥朗厄蘭島上的一座城鎮，朗厄蘭市鎮的行政中心。
1950年代末、1960年代初，该镇开始建设连接斯文堡的桥梁，建设于1966年完成。桥梁的建设使乘坐轮渡的人变少，轮渡最终被取消。这座城镇有很多名人，如演员尼可拉·科斯特-瓦爾道、科学家汉斯·奥斯特等。